# Port Reading
Port Reading é uma Região censo-designada localizada no estado americano de Nova Jérsei, no Condado de Middlesex.

## Demografia
Segundo o censo americano de 2000, a sua população era de 3829 habitantes.

## Geografia
De acordo com o United States Census Bureau tem uma área de
7,4 km², dos quais 5,8 km² cobertos por terra e 1,6 km² cobertos por água.

## Localidades na vizinhança
O diagrama seguinte representa as localidades num raio de 8 km ao redor de Port Reading.